# Turecká
Turecká es un municipio del distrito de Banská Bystrica en la región de Banská Bystrica, Eslovaquia, con una población estimada a final del año 2024 de 165 habitantes.
Se encuentra ubicado en la zona centro-norte de la región, cerca del río Hron —un afluente izquierdo del Danubio— y de la frontera con la región de Žilina.

## Demografía
| Año        | 1994 | 2004    | 2014    | 2024     |
| ---------- | ---- | ------- | ------- | -------- |
| Población  | 137  | 139     | 147     | 165      |
| Diferencia |      | +1,45 % | +5,75 % | +12,24 % |

| Año        | 2023 | 2024    |
| ---------- | ---- | ------- |
| Población  | 158  | 165     |
| Diferencia |      | +4,43 % |